# Alchemilla laxa
Alchemilla laxa är en rosväxtart som beskrevs av A. Plocek. Alchemilla laxa ingår i släktet daggkåpor, och familjen rosväxter. Inga underarter finns listade i Catalogue of Life.